# Marc Antoni
|  | Per a altres significats, vegeu «Marc Antoni (desambiguació)». |

Marc Antoni, en llatí Marcus Antonius (Roma, 20 d'abril vers 83 aC - Alexandria, 30 aC), va ser un militar i polític romà de l'època final de la República.
Va ser un important col·laborador de Juli Cèsar, com a comandant militar i administrador durant la Guerra de les Gàl·lies i la subseqüent Segona guerra civil romana. Cèsar el va nomenar administrador d'Itàlia mentre ell eliminava els seus oponents polítics a Grècia, el nord d'Àfrica i Hispània. Després de l'assassinat de Juli Cèsar, Dècim Brut va passar a la Gàl·lia Cisalpina, província que fou obtinguda per Marc Antoni per decisió del senat romà, i que Dècim Brut va refusar lliurar. Marc Antoni va perseguir i assetjar Dècim Brut fins a Mutina. A Roma Ciceró va citicar durament l'actitud de Marc Antoni i el senat va enviar els dos cònsols Aule Hirti i Gai Vibi Pansa contra ell. També hi va anar Octavi, el qual tenia motius personals contra ell a causa de l'herència de Cèsar. Els dos cònsols van morir en la batalla i poc després Marc Antoni i Octavi van fer les paus decidint fer un triumvirat juntament amb Lèpid, units pel desig de venjar els assassins de Cèsar.
Marc Antoni i Octavi perseguiren els complotats en l'assassinat i els derrotaren a Macedònia en la batalla de Filipos.
Marc Antoni va assolir el govern de les províncies orientals, inclosa Egipte i el comandament de les tropes que lluitaven en les Guerres Pàrtiques. Les relacions dins d'aquesta aliança es van anar enverinant a mesura que els seus membres anhelaven més poder i però van semblar estabilitzar-se amb el matrimoni de Marc Antoni i Octàvia, la germana d'August, malgrat que mantenia una relació sentimental amb Cleòpatra. Lèpid va ser expulsat del govern l'any 36 aC i el Triumvirat es va trencar definitivament el 33 aC. Les dissensions entre Octavi i Marc Antoni van donar lloc a la Tercera guerra civil romana l'any 31 aC; Marc Antoni, aliat amb la reina Cleòpatra VII d'Egipte, va ser finalment derrotat en la batalla d'Àccium l'any 31 aC, després de la qual, a la seva tornada a Alexandria, es va suïcidar.
Després de la mort de Marc Antoni, Octavi quedava com l'únic líder de la República Romana, fet pel qual va adoptar el títol d'August i va regnar com el primer Emperador romà.

## Ancestres
Marc Antoni tenia el següent arbre genealògic:
|  |                       |  |  |  |  |  |  |  |  |  |  |  |  |  |  |  |
|  | Gai Antoni el vell    |  |  |  |  |  |  |  |  |  |  |  |  |  |  |  |
|  |                       |  |  |  |  |  |  |  |  |  |  |  |  |  |  |  |
|  |                       |  |  |  |  |  |  |  |  |  |  |  |  |  |  |  |
|  | Marc Antoni, l'orador |  |  |  |  |  |  |  |  |  |  |  |  |  |  |  |
|  |                       |  |  |  |  |  |  |  |  |  |  |  |  |  |  |  |
|  |                       |  |  |  |  |  |  |  |  |  |  |  |  |  |  |  |
|  | Marc Antoni Crètic    |  |  |  |  |  |  |  |  |  |  |  |  |  |  |  |
|  |                       |  |  |  |  |  |  |  |  |  |  |  |  |  |  |  |
|  |                       |  |  |  |  |  |  |  |  |  |  |  |  |  |  |  |
|  | Marc Antoni           |  |  |  |  |  |  |  |  |  |  |  |  |  |  |  |
|  |                       |  |  |  |  |  |  |  |  |  |  |  |  |  |  |  |
|  |                       |  |  |  |  |  |  |  |  |  |  |  |  |  |  |  |
|  | Luci Juli Cèsar       |  |  |  |  |  |  |  |  |  |  |  |  |  |  |  |
|  |                       |  |  |  |  |  |  |  |  |  |  |  |  |  |  |  |
|  |                       |  |  |  |  |  |  |  |  |  |  |  |  |  |  |  |
|  | Luci Juli Cèsar       |  |  |  |  |  |  |  |  |  |  |  |  |  |  |  |
|  |                       |  |  |  |  |  |  |  |  |  |  |  |  |  |  |  |
|  |                       |  |  |  |  |  |  |  |  |  |  |  |  |  |  |  |
|  | Popilia               |  |  |  |  |  |  |  |  |  |  |  |  |  |  |  |
|  |                       |  |  |  |  |  |  |  |  |  |  |  |  |  |  |  |
|  |                       |  |  |  |  |  |  |  |  |  |  |  |  |  |  |  |
|  | Júlia                 |  |  |  |  |  |  |  |  |  |  |  |  |  |  |  |
|  |                       |  |  |  |  |  |  |  |  |  |  |  |  |  |  |  |
|  |                       |  |  |  |  |  |  |  |  |  |  |  |  |  |  |  |

## Matrimonis i descendència
Marc Antoni es va casar cinc vegades, les seves dones en ordre cronològic van ser: Fàdia, Antònia, Fúlvia, Octàvia i Cleòpatra. Va tenir descendència amb totes elles. A través de les filles que va tenir amb Octàvia, se'l considera avantpassat dels emperadors Cal·lígula, Claudi i Neró.
1. Matrimoni amb Fàdia, la filla d'un llibert. Segons Ciceró, van tenir diversos fills però no en dona més informació.
2. Matrimoni amb una cosina per part de pare anomenada Antònia Híbrida Minor. Segons Plutarc, Marc Antoni la va repudiar l'any 47 aC quan va descobrir que ella i Dolabel·la eren amants. Amb ella va tenir una filla:
  - Antònia, es va casar amb un poderós grec anomenat Pitòdor de Tral·les.
3. Matrimoni l'any 44 aC amb la vídua Fúlvia, amb qui va tenir dos fills:
  - Marc Antoni Antillus, mort per Octavi l'any 30 aC.
  - Jul·lus Antoni, casat amb Clàudia Marcel·la Major, filla d'Octàvia la germana d'August i de Gai Claudi Marcel Menor.
4. Matrimoni amb Octàvia, van tenir dues filles: 
  - Antònia Major, casada amb Luci Domici Aenobarb (cònsol 16 aC); àvia materna de l'emperadriu Valèria Messal·lina i àvia paterna de l'emperador Neró.
  - Antònia Menor, casada amb Claudi Drus, fill de l'emperadriu Lívia Drusil·la i germà de l'emperador Tiberi; mare de l'emperador Claudi i àvia de Cal·lígula.
5. Fills amb la reina d'Egipte Cleòpatra VII, anterior amant de Juli Cèsar:

- Alexandre Heli
- Cleòpatra Selene, casada amb el rei Juba II de Numídia
- Ptolemeu Filadelf

## Biografia

### Infantesa
Marc Antoni era fill de Marc Antoni Crètic, un militar sense èxit que va morir jove a Creta. La seva mare, Júlia per poder tirar endavant els seus tres fills es va tornar a casar, aquesta vegada amb Publi Corneli Lèntul un home de classe patrícia. Lèntul era magistrat però a causa de la seva vida extravagant sovint estava endeutat, potser per això es va involucrar en la conspiració de Catilina. Quan fou ajusticiat per aquest motiu, Júlia va estar molt ressentida amb l'acusador, Ciceró.Es podria dir que la infantesa de Marc Antoni es va caracteritzar per l'absència de la figura paterna que el guiés, ja que el segon pare estava massa ocupat en assumptes polítics com per a cuidar-se'n d'ell. En l'adolescència, va participar en la Lupercàlia, una festa que protagonitzaven els joves més desinhibits corrent mig nus pels carrers de la ciutat. Segons Plutarc es va fer amic de Publi Clodi Pulcre, un cònsol que feia servir una colla de brètols per sortir-se'n amb la seva.L'any 58 aC, per fugir dels problemes en els quals s'havia ficat, va marxar a Atenes on va estudiar retòrica, adquirint les qualitats necessàries per ser un bon orador.

### Ingrés en l'exèrcit
L'any següent va ingressar a l'exèrcit, al servei d'Aule Gabini, propretor de Síria, el qual havia estat company del cònsol mentor de Marc Antoni, Publi Clodi Pulcre, i li va donar el càrrec de cap de la cavalleria.
Hircà II, rei dels jueus, va demanar ajut a Gabini per sufocar una revolta del seu rival i gendre Alexandre Asmoneu. Marc Antoni es va destacar a la batalla d'Alexandrium (Sartaba) i a la de Machaerus.
Durant les conquestes de Pompeu, aquest va declarar Ptolemeu XII Auletes, rei d'Egipte, aliat de Roma. Quan aquest rei fou destronat per la seva filla Berenice IV, va demanar suport a Gabini, el qual l'hi va donar en contra de la voluntat del senat però amb el vistiplau de Pompeu qui llavors governava Roma. Ptolemeu a canvi va pagar 10.000 talents. Segons Plutarc, va ser Marc Antoni qui va convèncer Gabini per actuar així. L'exèrcit romà va vèncer les forces de Berenice i, després de reinstaurar Ptolemeu, van muntar una guarnició romana, coneguda amb el nom dels Gabiniani, per evitar que tornés a passar. Va ser llavors quan Marc Antoni va conèixer Cleòpatra la filla menor de Ptolemeu, que en aquell moment tenia 14 anys, i se'n va enamorar.
Mentre Marc Antoni estava servint a l'est del mediterrani, a Roma tres homes havien acordat formar un triumvirat: Cras, qui havia portat la pau acabant amb la revolta d'Espàrtac; Pompeu famós per les seves conquestes a orient, i Juli Cèsar pontífex màxim i aclamat general a Hispània. Els triumvirs van fer servir la demagògia de Pulcre, el mentor de Marc Antoni, per exiliar els rivals polítics, entre ells Ciceró i Cató el jove.
Enmig de tots aquests canvis, Marc Antoni es va casar dues vegades.

### La guerra de les Gàl·lies
Pulcre, a través de la seva relació amb Cras, va destinar Marc Antoni a la guerra per la conquesta de la Gàl·lia. Allà va estar sota les ordres de Juli Cèsar i tots dos van crear una relació d'amistat que va durar fins a la mort de Cèsar. Després d'un any de servei, va tornar a Roma per iniciar carrera política. L'any 52 aC es va presentar pel partit popular al càrrec de qüestor i el va aconseguir. Reclamat per Cèsar, va tornar al territori gal on va dirigir la cavalleria en la batalla d'Alèsia contra Vercingetòrix. Després d'aquesta victòria fou ascendit a llegat, posant sota les seves ordres dues legions.
L'any 53 aC Cras va morir en la batalla de Carrhae i així es va desfer el triumvirat. Després de dirigir un atac contra els atrebats, Marc Antoni va tornar a Roma, es va fer membre del col·legi d'àugurs l'any 50 aC i es va presentar al càrrec de tribú de la plebs l'any 49 aC. El seu mentor, Pulcre, havia mort l'any abans durant les revoltes que van ser el preludi de la guerra civil. Marc Antoni utilitza el seu càrrec de pretor per oposar-se als qui critiquen a Cèsar al senat, però finalment no pot evitar la publicació d'un senatconsult que declara Cèsar enemic del poble romà.

### La guerra civil
Marc Antoni intenta evitar confrontacions i proposa que Pompeu i Juli Cèsar deixin els respectius càrrecs i tornin a ser simples ciutadans. La proposta és ben acollida per la majoria del senat però és refusada amb vehemència per Cató, el qual va fer sortir per la força Marc Antoni de la sala.Llavors Marc Antoni es va unir a Juli Cèsar, el qual el va situar com a segon al front de les seves tropes. Quan van entrar a Roma, Pompeu i els polítics que li donaven suport havien fugit a Grècia. Cèsar va anar a Hispània a derrotar alguns simpatitzants de Pompeu, mentre Marc Antoni es quedava a Roma com a propretor, controlant la situació a la península Itàlica. Això va fer que alguns li tinguessin menyspreu, per endur-se la part més fàcil de la guerra.
En acabar-se l'any 49 aC Cèsar tenia sota el seu domini Hispània, Gàl·lia, Sicília i Sardenya, i estava preparant una flota per anar cap a orient a enfrontar-se amb Pompeu, comptant que Gai Antoni el Jove, un dels germans de Marc Antoni, l'ajudaria a controlar. la província d'Il·líria. Cèsar va salpar amb els dos vaixells que estaven enllestits donant ordre a Marc Antoni que anés al seu encontre quan estiguessin llests els cinc restants que es preparaven al port de Brundissium. De camí, Marc Antoni fou interceptat per una flota comandada per  Luci Escriboni Libó el sogre de Pompeu, però va poder esquivar-la. En arribar a la península dels Balcans es va unir a Cèsar en la persecució de Pompeu fins a arribar a Dirràquium. Pompeu va fer front a l'atac i les tropes de Cèsar es van replegar a Farsàlia on va tenir lloc la batalla final, comandant Marc Antoni el flanc esquerre.

### Govern a Roma
Pacificada la zona, van tornar a Roma on Cèsar fou aclamat com a dictador. Quinze dies després, Cèsar va marxar a Egipte i va deposar el rei Ptolemeu perquè corrien rumors que havia acollit a alguns senadors contraris a ell. Al tron va col·locar a la seva filla Cleòpatra, a la qual va convertir en la seva concubina i amb la qui va tenir un fill.
Mentrestant Marc Antoni es va quedar a Roma, intentant solucionar els problemes polítics, el principal la condonació del deute estatal. Un dels tribuns de l'any 47 aC, antic partidari de Pompeu, Publi Corneli Dolabel·la va presentar una proposta de llei segons la qual tots els deutes quedaven eliminats sense pagar-los. Marc Antoni s'hi va oposar perquè li va semblar excessiu i perquè tenia la sospita que havia seduït la seva esposa Antònia Híbriida. Dolabel·la va provar d'imposar la llei arengant a la multitud des del fòrum i ell va respondre enviant els soldats per dispersar la gent reunida allà. A l'octubre, en arribar la notícia a Cèsar i per evitar que hi hagués un descontrol va decidir tornar a Roma.
Cèsar fou escollit cònsol per tercera vegada l'any 46 aC; per suavitzar la relació amb els votants del partit popular, va proposar al senat que nomenessin cònsol a Dolabel·la en lloc seu, però com que Marc Antoni va protestar, Cèsar se'n va desdir però va compensar Dolabel·la donant-li un càrrec de confiança i marxant junts a sufocar una revolta al nord d'Àfrica. Després de tornar victoriós va reclamar la presència de Cleòpatra a Roma.
Durant els anys 46 i 45 aC, Marc Antoni va restar a Roma portant la vida d'un ciutadà normal. Es va tornar a casar i va tenir dos fills.

### Assassinat de Cèsar

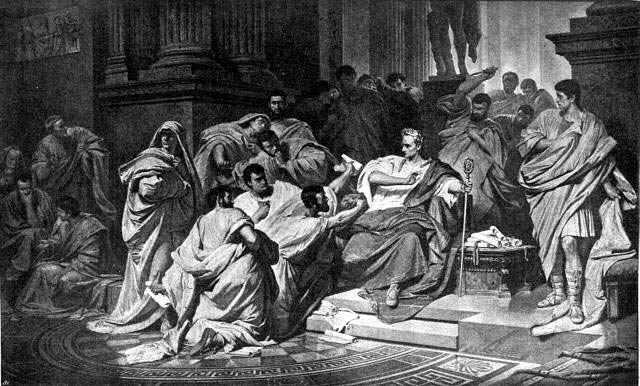
La relació amb Juli Cèsar va ser important per la carrera de Marc Antoni, la seva mort també el va marcar. Reproducció d'una pintura de Karl von Piloty, representant el moment de l'assassinat.

Juli Cèsar havia promulgat una sèrie de reformes que centralitzaven el poder en les seves mans i li garantien honors gairebé com un semidéu, situant a Marc Antoni com a pontífex màxim. Fins i tot s'havia fet declarar "dictador perpetu" pel Senat, pel febrer de l'any 44 aC. Durant la festa de la ŀupercàlia, mentre estaven al comitium, Marc Antoni va voler posar una corona de llorers al cap, però com que ell la va rebutjar la va posar sobre una estàtua, la broma va aixecar molts recels entre els temerosos de perdre el sistema republicà per tornar a la monarquia.
Pels idus de març el senat anava a fer una sessió al teatre de Pompeu, Gai Treboni va impedir el pas a Marc Antoni mentre a l'interior 23 senadors mataven a punyalades a Cèsar. Alguns autors creuen que també tenien previst matar a Marc Antoni i altres partidaris de Cèsar, però Marc Juni Brut s'hi va oposar.
En veure el que havia passat Marc Antoni va fugir de la ciutat disfressat d'esclau, però més tard va tornar per assumir el govern, ja que com a cònsol escollit democràticament el gener del 44 aC, li corresponia fer-ho. Va anar a visitar la vídua de Cèsar i ella li va mostrar un testament del difunt que el declarava hereu.Marc Emili Lèpid, actuant per iniciativa pròpia va marxar amb les seves tropes, per venjar la mort de Cèsar atacant el Capitoli, on s'havien refugiat alguns dels assassins de Cèsar. Marc Antoni preferia una restauració de l'ordre més pacífica, va convocar els senadors i els va proposar que Dolabel·la conservés el càrrec que li havia oferit el difunt, sense més recriminacions, cosa que van acceptar. El dia 19 Octavi va llegir un testament pòstum en què Cèsar el declarava fill adoptiu i hereu parcial dels seus béns.L'endemà es va fer el funeral de Juli Cèsar i Octavi va llegir públicament afegint un discurs que recordava totes les batalles que havia guanyat per a benefici de Roma. Això va desencadenar manifestacions de ràbia i incendis; els assassins ja no van creure en la reconciliació i van fugir de la ciutat.
Com havia promès, Marc Antoni va promulgar la lex Atonia, que invalidava qualsevol tipus de govern en solitari. Per tal de guanyar-se el suport popular, va promulgar també altres lleis (Antoniae) que deia haver trobat entre els papers de Cèsar i va nomenar pontífex màxim a Marc Emili Lèpid, amb el fill del qual va comprometre la seva filla. D'aquesta manera actuava com a successor ignorant a Octavi i, per assegurar-se'n, es va fer envoltar d'una guàrdia personal formada per sis veterans.A Marc Juni Brut i a Gai Cassi Longí els va proposar uns nomenaments lluny de Roma on poguessin estar segurs, ser els encarregats de l'aprovisionament de blat a Sicília i a Àsia, però ells es creien indignes d'aquests càrrecs i van preferir exiliar-se a Atenes.

### Enfrontament amb Octavi
El senat va conferir a Dolabel·la el govern de Síria i a Marc Antoni el de Macedònia, ell no obstant va demanar que li canviessin per la Gàl·lia Cisalpina.Abans de marxar va deixar la ciutat sota el control dels seus germans: Gai com a pretor urbà i Luci com a tribú de la plebs de l'any 43 aC. A la província gal·la estava Dècim Juni Brut Albí, un dels assassins de Cèsar. Marc Antoni li va demanar que abandonés el càrrec però ell s'hi va resistir i el va haver de perseguir fins a Mutina. Ciceró va llegir un discurs (Filípiques) criticant l'actuació hipòcrita de Marc Antoni, el qual aparentava reconciliació amb els assassins però després els perseguia i feia la seva voluntat com si fos un dictador. Ciceró també va instar al senat a traspassar el poder a Octavi. Octavi va marxar juntament amb Aule Hirti i Gai Vibi Pansa; en una primera batalla va vèncer i es va autoproclamar imperator, però més endavant Marc Antoni va vèncer, morint Hirti en el combat i Pansa a causa de les ferides.
El senat va declarar Marc Antoni enemic i també als conspiradors Marc Juni Brut i Gai Treboni, demanant a Dolabel·la que els capturés, ja que es trobaven a Àssia. Com que aquest s'hi va negar, finalment ho va fer Gai Cassi Longí.Mentrestant marc Antoni va anar a la Gàl·lia Narbonesa cercant el suport del governador, Lèpid i entre els dos tenien l'exèrcit més gran d'occident. Octavi, a mitjan maig, va mantenir negociacions secretes amb Marc Antoni. Dècim Juni Brut Albí va atacar pel seu compte però fou ferit per un cap dels celtes sota les ordres de Marc Antoni. Quan Octavi va tornar a Roma fou proclamat cònsol, tot i que només tenia vint anys. La seva primera decisió seria promulgar una llei contra tots els assassins del seu pare adoptiu (Lex pèdia). A proposta de Lèpid, Octavi va marxar cap a la Gàlia per fer les paus amb Marc Antoni.

### Segon triumvirat
| Marc Antoni Lèpid Octavi Territori comú | Sext Pompeu Liberators Regnes clients de Roma Egipte |

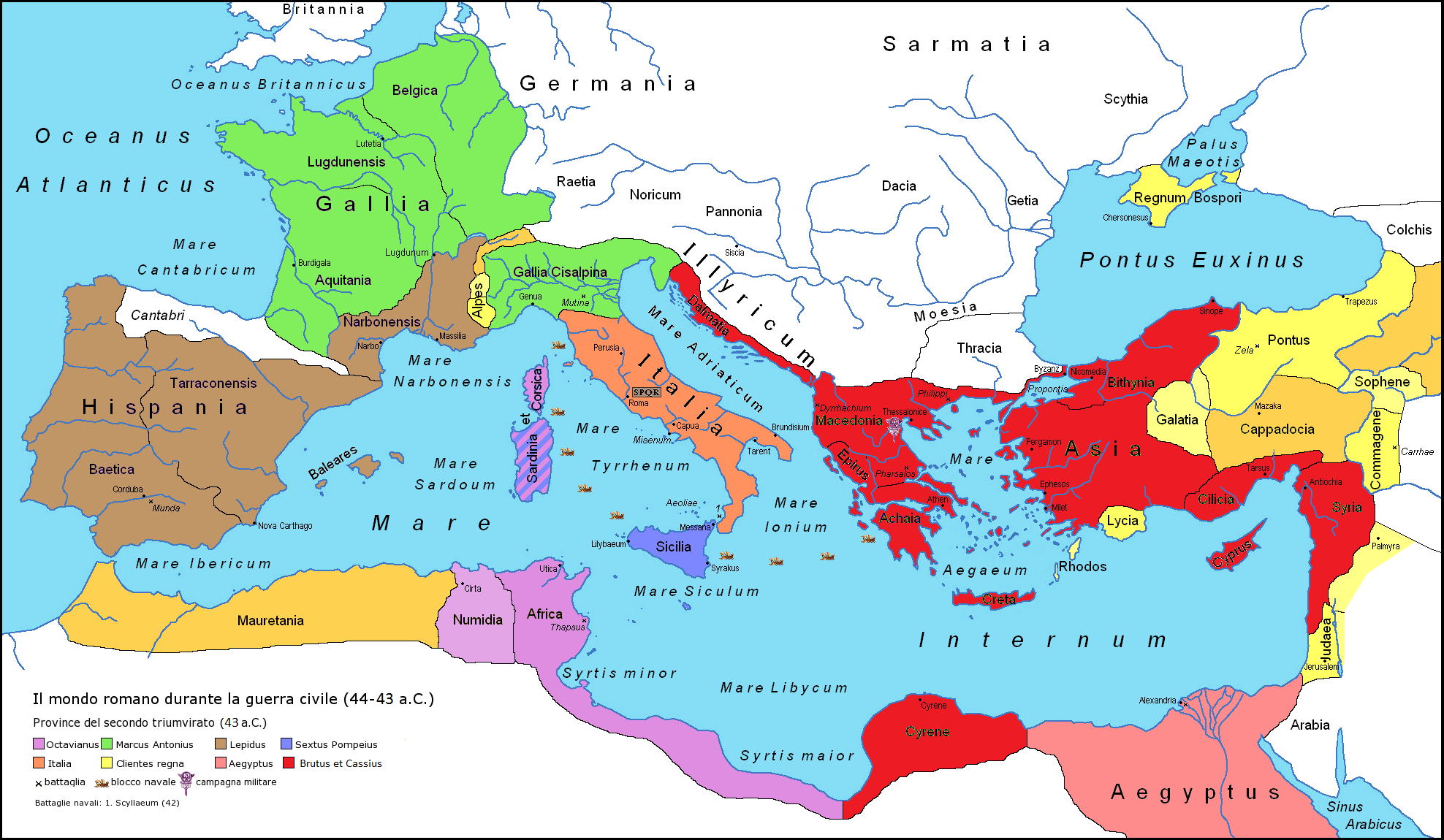
Repartiment l'any 43 aC establert pel Segon Triumvirat:
Marc Antoni
Lèpid
Octavi
Territori comú
Sext Pompeu
Liberators
Regnes clients de Roma
Egipte

Al novembre del 43 aC, Octavi, Lèpid i Marc Antoni es van trobar en un lloc entre Bolonya i Mòdena per acordar després de deu dies de negociacions formar un triumvirat. El repartiment del govern va quedar de la següent manera :
- Marc Antoni: La major part de la Gàl·lia
- Octavi:La província africana, Sicília i Sardenya (les dues illes les havia de prendre a Sext Pompeu Pius).
- Lèpid:Hispània i la província Narbonesa.

També acordaren unir forces per recuperar les províncies orientals, encara en mans de republicans (liberators) i perquè així constés van publicar-ho en la lex Titia. Per refermar el tractat Octavi es va comprometre a casar-se amb la fillastra de Mac Antoni, Clòdia.
Van elaborar una llarga llista de proscrits (un terç dels membres del senat i deu mil cavallers), entre els quals estava el nom de Ciceró.
A l'estiu de l'any 42 aC, Marc Antoni i Octavi s'embarcaren cap a Grècia. A l'octubre es van enfrontar en una batalla a Filipos a Marc Juni Brut i a Gai Cassi Longí, que van derrotar.En aquest enfrontament, Octavi estava malalt, però Marc Antoni va compensar amb la seva estratègia i experiència.
De tornada, decidiren aixecar una estàtua al fòrum romà en honor de Cèsar i divinitzar-lo, essent el primer flamen encarregat del culte el mateix Marc Antoni.Una altra decisió fou el repartiment de les terres guanyades als liberators. Segons la nova reorganització Marc Antoni es quedava les províncies d'orient i Lèpid perdia Hispània, que passava a mans d'Octavi.
A final de l'any 42 aC, Fúlvia, l'esposa de Marc Antoni, estava descontenta amb el repartiment del territori i hauria preferit que el seu marit es quedés amb el govern de Roma. La solució que se li va acudir va ser escampar propaganda, a través del seu cunyat Luci Antoni, desprestigiant Octavi. Finalment, després d'un enfrontament armat a Perusa, Octavi envià a Luci Antoni a governar una província d'Hispània i obligà a Fúlvia a divorciar-se. A canvi Octavi li va oferir a Marc Antoni el matrimoni amb la seva germana Octàvia.

### Govern a Orient

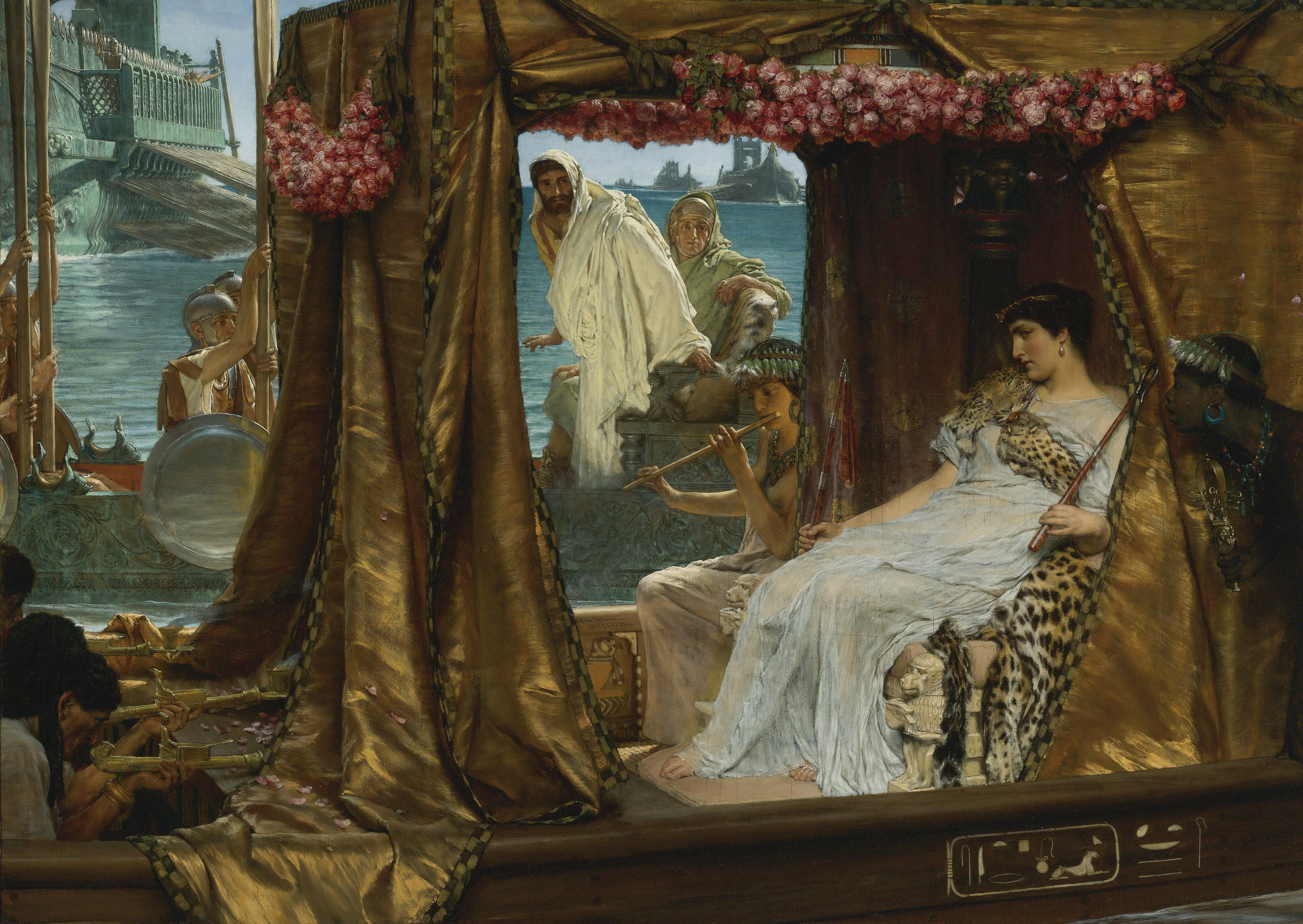
Pintura de Lawrence Alma-Tadema representant la trobada al vaixell de Cleòpatra el 41 aC.

Marc Antoni va passar l'hivern de l'any 42 aC al 41 aC a Atenes, volia assegurar-se de la fidelitat dels parts, els quals havien donat suport als liberators. Després va fer un viatge per diversos llocs d'Àsia Menor recaptant diners per indemnitzar els qui havien sigut afectats per la guerra. A Efes fou acollit com un nou Dionís.
Va confirmar Ariarates X com a rei de Capadòcia, ja que l'anterior rei havia mort a causa de Gai Cassi Longí. Una delegació de jueus va reclamar justícia a Marc Antoni per l'actuació durant la guerra del dos fills (Fasael i Herodes) d'Antípater el governador de Judea, i Herodes va pagar una gran quantitat de diners per no haver de retre comptes sobre aquells fets. Després visità Cleòpatra VII, la reina d'Egipte, per demanar-li explicacions d'una flota que havia promès enviar en suport dels triumvirs i no va arribar. En realitat la flota no havia arribat a causa d'un temporal que la va destruir.La reina el va invitar a un dinar dins del seu luxós vaixell.
Amb el suport dels altres triumvirs, atorgaren a Cesarió el fill que havia tingut amb Cèsar, el títol de rei. Marc Antoni va capturar a Arsínoe, la germana de Cleòpatra, que des de Xipre pretenia enderrocar-la del tron d'Egipte.
Marc Antoni passaria l'hivern del 41 aC al 40 aC a Alexandria en companyia de Cleòpatra, amb la qui va tenir dos bessons.A la primavera, en arribar-li la notícia que els parts passaven a l'ofensiva, va marxar cap a Grècia i després a Roma, organitzant l'exèrcit.Tot seguit va encomanar la direcció de la guerra a Publi Ventidi Bas el qual va derrotar els parts i va pacificar la zona.

### Trencament del triumvirat

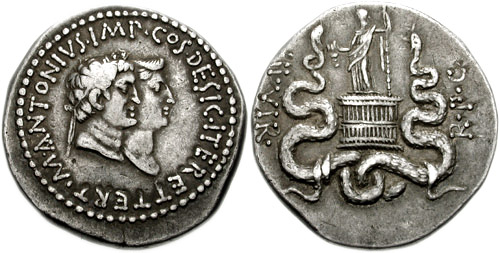
Antoni i Octàvia en una moneda del 39 aC; al revers dues serps encarades envolten al déu Dionís que sosté un tirs.

Marc Antoni va passar l'hivern del 39 aC al 38 aC a Atenes juntament amb la seva esposa Octàvia. A la primavera Pacoros I de Pàrtia va reprendre la guerra però aquesta vegada Ventidi Bas s'assegurà que morís i després va marxar a Roma a celebrar el triomf. Poc després, Marc Antoni, va rebre ordre del senat per reorganitzar el govern dels països clients de Roma a orient.En compliment d'aquesta tasca va confiar a Polemó I el Regne del Pont, va imposar Amintes a Galàcia i Arquelau a Capadòcia.
Octavi estava tenint problemes amb Sext Pompeu i va demanar a Marc Antoni ajuda. Aquest li va enviar dos vaixells i va aprofitar l'ocasió per concertar per carta, el matrimoni del seu fill Marc Antoni Antillus, primogènit, amb la filla d'Octavi.
L'any 37 aC va escriure a Octavi demanant l'enviament de tropes, en previsió que els parts tornessin a atacar, però com que no arribaven va anar a trobar-se amb Cleòpatra a Antioquia per demanar-li suport militar.
Amb la mateixa autoritat que li havia conferit el senat l'any 39 aC per reorganitzar orient, va proposar a Cleòpatra que se'n fes càrrec del govern de Cilícia, Fenícia i Celesíria, però es va negar a donar-li Judea, com ella volia. Aquell any es va casar amb Cleòpatra i van tenir un altre fill. A la primavera del 36 aC havia aplegat un immens exèrcit amb 160.000 legionaris més 40.000 homes entre auxiliars i cavallers.
A mitjan agost va arribar a la capital dels medes i la va sotmetre a setge. Va provar de negociar infructuosament amb Fraates IV. A l'octubre després d'haver perdut 20.000 legionaris i 4.000 cavallers va decidir retirar-se abans que arribés l'hivern. Cleòpatra va anar-lo a rebre amb vestits de plata. Durant l'hivern va rebre la visita de Sext Pompeu, el qual havia estat vençut per Marc Vipsani Agripa un dels generals d'Octavi; li demanava la seva amistat mentre a l'esquena negociava aliances amb els parts. Avisat per uns soldats del doble joc de Sext Pompeu, va fer que el matessin. Octavi va demanar a Lèpid que recuperés l'exèrcit de Sext Pompeu, però a causa d'uns malentesos Octavi li perdé la confiança i el va destituir de triumvir.
A començaments de l'any 35 aC, Octavi estava gelós del poder que suposava per Marc Antoni la seva unió amb Cleòpatra i va escriure a la seva germana perquè l'anés a veure i li demanés de tornar amb ella. Ell li va demanar, sense més conversa, que tornés a Roma i això va suposar el trencament de relacions amistoses amb Octavi.

### Els darrers anys
L'any 34 Marc Antoni va anar a guerrejar a Artàxata, es va allotjar a casa del rei aliat Artavasdes III i va sotmetre els territoris fronterers amb els parts.
A Roma el van nomenar cònsol, però com que no es va presentar a assumir el càrrec, van nomenar en lloc seu a Luci Semproni Atratí.Mentrestant a Alexandria celebraven una Dionísia amb ell com a protagonista i un seguici de thiasos per honrar la seva victòria amb els parts, en la desfilada Cleopatra assumia la personificació d'Isis.Marc Antoni prometia al públic la creació d'un imperi oriental, com havia fet Alexandre Magne en el passat i el repartia sobre el mapa entre Cleòpatra i els seus fills:

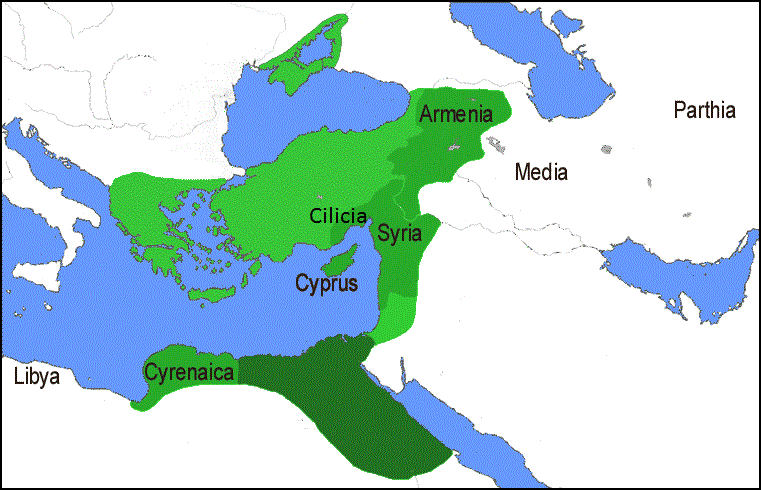
Mapa del repartiment de l'imperi oriental, segons Marc Antoni.
Cleopatra i Cesarió
els fills de Marc Antoni
Territoris sense concedir

- Cleòpatra i Cesarió: Egipte, Xipre
- Alexandre Heli: Armènia i Atropatene
- Cleòpatra Selene: Cirenaica
- Ptolemeu Filadelf: Síria, Fenícia i Cilícia

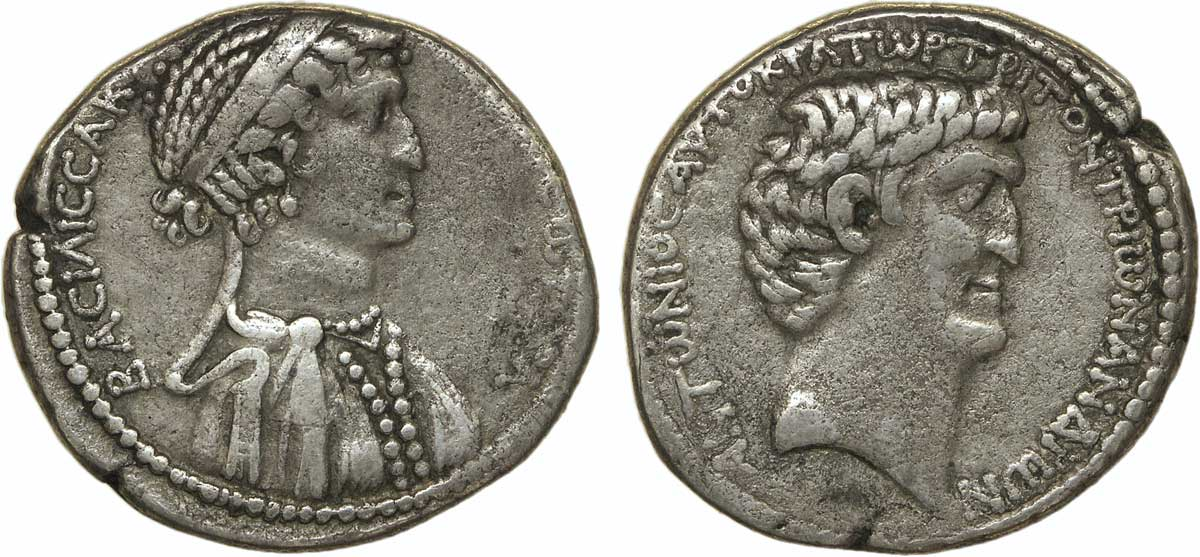
Denari amb l'efígie de Cleòpatra i Antoni.

A més va fer encunyar monedes amb l'efígie de tots dos com a reis d'aquest imperi oriental.
L'1 de gener de l'any 33 aC Octavi adreçà un discurs al senat criticant l'actitud de Marc Antoni. Ell contestà des d'Efes, on estava passant l'hivern, enviant una acta al senat explicant que estava en el seu dret com a triumvir escollit pel poble, de repartir el seu imperium com li convingués.Aquest document va ser llegit davant del senat romà a començaments de l'any 32 aC. Mentrestant Marc Antoni vivia envoltat de luxes amb Cleòpatra a la ciutat de Samos, i al maig va decidir legalitzar el divorci d'Octàvia. Llavors dos dels seus oficials, després de deu anys de fidelitat (Luci Munaci i Marc Tici), s'enemistaren amb Cleòpatra, l'abandonaren, tornant cap a Roma i posant-se al servei d'Octavi.A Roma, el senat va redactar una declaració de guerra contra Cleòpatra, en la qual no s'esmentava a Mac Antoni.
A la primavera de l'any 31 aC, Marc Antoni estava a Grècia esperant l'atac i, malgrat tot, es va veure tancat per una ofensiva naval al golf de Corint comandada per Vipsani Agripa.Al setembre es van tornar a enfrontar a la batalla d'Àccium i va haver de fugir per salvar la vida. Bona part dels soldats de Marc Antoni es van passar a bàndol d'Octavi qui comandava l'exèrcit de terra.Marc Antoni i Cleòpatra intentaren trobar refugi a la costa oriental del mediterrani, però els seus antics aliats no volien enfrontar-se a Octavi. L'1 d'agost Antoni, amb 53 anys, se suïcidaria. Octavi va arribar a Alexandria i va autoritzar Cleòpatra perquè li fes un funeral d'honor, en acabar ella també es va suïcidar.
Octavi va fer matar Cesarió i Marc Antoni Antillus, però no va trobar els tres fills que havia tingut amb Cleòpatra.

## En la cultura popular

### Literatura
- És un dels personatges protagonistes de la tragèdia Antoni i Cleòpatra de William Shakespeare on es relaten els últims anys de la seva vida i la seva relació amb Octavi August i amb Cleòpatra.

### Cinema
Es tracta d'un personatge molt popular que ha aparegut en una vuitantena de pel·lícules i sèries des de principi del segle xx.
- Ha estat interpretat per Charlton Heston a la pel·lícula de 1950 Julius Caesar i per Marlon Brando a la pel·lícula homònima de 1953 totes dues basades en l'obra Juli Cèsar de William Shakespeare.
- També s'ha posat en la seva pell Henry Wilcoxon al film Cleopatra (1934) Richard Burton a la versió de 1963 juntament amb Elizabeth Taylor.
- Billy Zane el va interpretar en un film de 1999.